# 四都図世界図

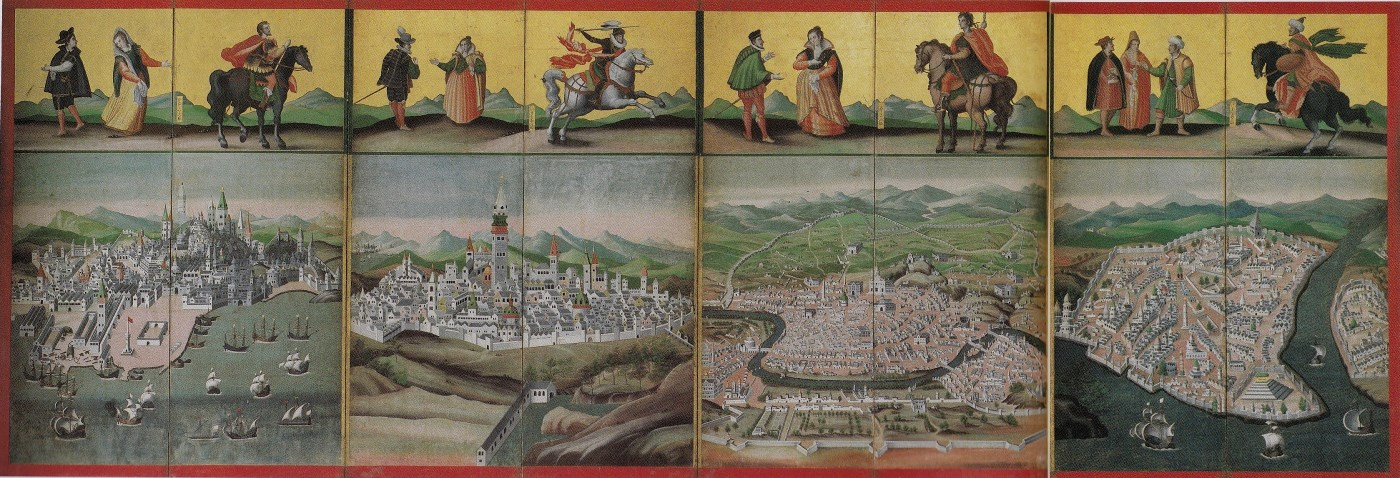
四都図

四都図世界図（よんとずせかいず）は、神戸市立博物館に所蔵される二組の初期洋風画。当時の海外志向を反映して、上部に上流階級の男女、王侯騎馬図を配する四都図と、世界図が一対で描かれる。いずれも重要文化財。

## 概要

### 四都図世界図（池長本）
スペイン内戦（1937年-1938年）で市場に現れ、日本へ里帰りしたと伝わる他、伝歴は明らかでない。リスボン、セビリア、ローマ、コンスタンチノープル（現在のイスタンブール）の四都市図や風俗図、世界地図中の北アメリカの部分に、褐色、緑、青と色相を変えて色彩遠近法が用いられるなど、西洋画法の受容を示す。原図は泰西王侯騎馬図等と同じく、1606年版ウィレム・J・ブラウ図を元に1609年に海賊版として作成され、江戸時代初期に伝来した大型世界地図（いずれも現存しない）と考えられる。世界地図中の都市の表現の中でローマが特に大きい点、浅瀬など航海上必要な知識をとりこんだ点、日本部分の精度の高い図を元に描き変えている点など注目すべき描写が多く、地図学上も重要資料。江戸時代初期の日本で描かれキリスト教の布教用に聖画等を制作したセミナリオ工房（天正8年（1580年）-慶長19年（1614年））か、その系統を引く画家の手による可能性が指摘される。

### 紙本着色四都図世界図
世界図とコンスタンチノープル、ローマ、マドリード、リスボンの四都市図を描いている。世界図はオルテリウス版世界地図を参考にしているようだが、日本列島、朝鮮半島以北に最新情報に基づく修正が加えられ、多様な色彩で各国を塗り分け、高い装飾性が加わり、絵地図を風景画に仕立てようとする画家の新しい制作意図が伺われる。都市図に描かれた騎士図、風俗図が他の洋風画でも見られることやバロック風陰影法の多用などから、こちらの絵も桃山時代に日本で製作され、セミナリオ工房かその系統を引くの画家の手による制作と考えられる。

## 関連作品
- 二十八都市万国絵図　宮内庁三の丸尚蔵館蔵